# Syberia

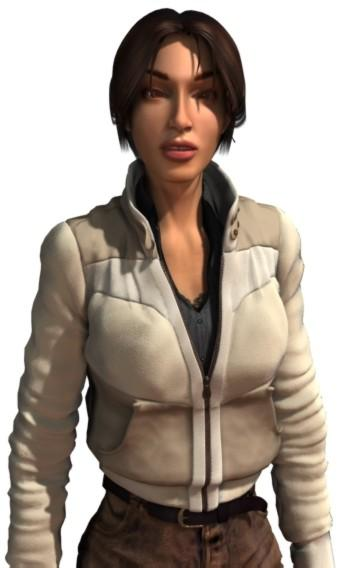
Kate Walker

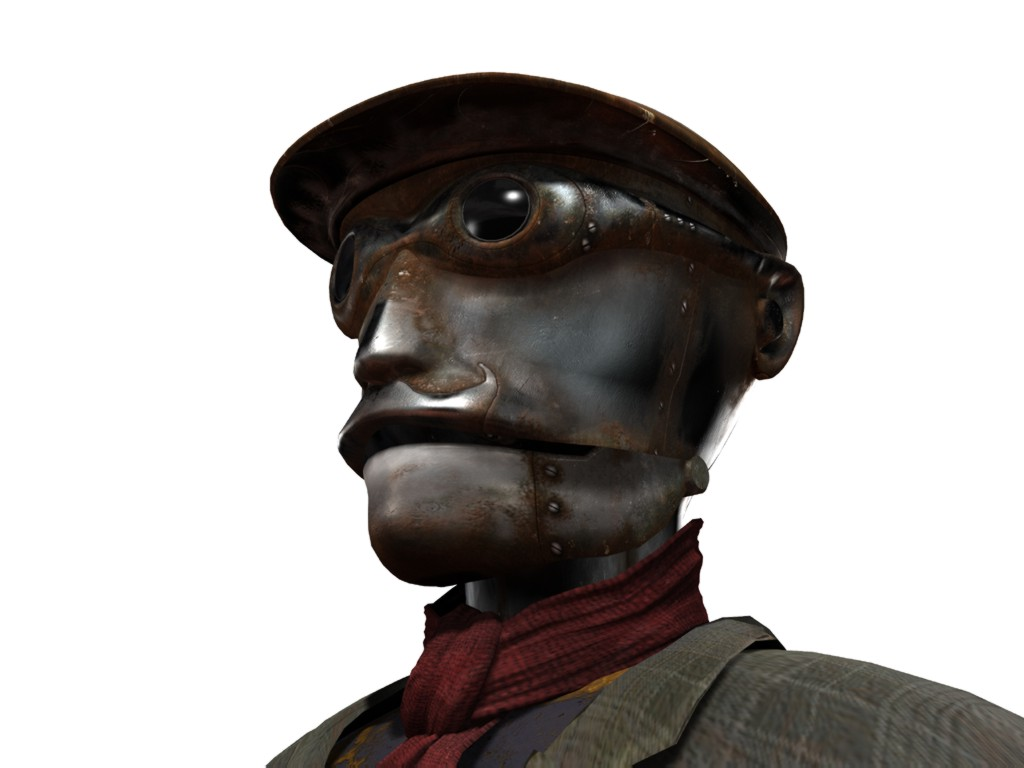
Oscar

Syberia ist eine Grafik-Adventure-Reihe des belgischen Autors und Comiczeichners Benoît Sokal in Zusammenarbeit mit dem französischen Spieleentwickler Microïds. Die Handlung um eine junge Anwältin spielt scheinbar in unserer Gegenwart, die Spielwelt ist aber stark durch Steampunk-Elemente und eine letztlich rein fiktionale Hauptgeschichte geprägt.
Die beiden ersten Teile der Serie erschienen 2002 und 2004. Nach Übernahme des Entwicklungsstudios durch Anuman Interactive Anfang des Jahres 2010 wurde das ursprünglich für Microsoft Windows und auf den zur Entstehungszeit verbreiten Videospielkonsolen erschienene Spiel noch auf weitere Plattformen, vor allem für mobile Geräte, portiert. Ein dritter Teil der Reihe erschien im April 2017, ein vierter Teil wurde im August 2019 angekündigt. Sokal starb im Mai 2021. Syberia: The World Before erschien postum im März 2022.

## Syberia
Der erste Teil der Reihe wurde bis 2002 mit einem Budget von zwei Millionen US-Dollar von Benoît Sokal und 35 Teammitgliedern vollständig im Entwicklungsstudio des französischen Unternehmens Microïds in Montreal entwickelt. Technische Basis war das Virtools Development Environment in Version 2.1. In einem Interview deutete Benoît Sokal an, dass ursprünglich nur ein Spieletitel für das ganze Syberia-Thema geplant war. Die Aufteilung erfolgte, weil sich die Geschichte für ein einzelnes Adventure als zu groß erwies.
Im Jahr 2014 wurde Syberia für Android veröffentlicht. Für diese Version implementierten die Entwickler erstmals eine Autosave-Funktion, die an bestimmten Schlüsselstellen den Spielstand automatisch sichert.

## Syberia II
Syberia II ist der Nachfolger von Syberia und wurde 2004 von Microïds veröffentlicht. Benoît Sokal war wieder der Hauptentwickler. Die Musik stammt vom Komponisten Inon Zur. Das Spiel wurde in 13 Monaten, erneut auf Basis des Virtools Development Environment entwickelt. Die Entwicklungsumgebung hatte inzwischen Versionsnummer 3.0 erreicht. Im März 2009 erschien die Sammlung Adventure Collection 1: Best of Benoit Sokal für den PC, welches die Spiele Syberia und Syberia II sowie Paradise in einer Box beinhaltete.

### Handlung
Nachdem sich Kate entschieden hat, Hans Voralberg auf seiner Suche nach Syberia zu begleiten, erkrankt Hans schwer. Nach dessen Genesung durch Kates Hilfe wird der Zug mit Hans an Bord entführt. Kate befreit ihn und sie finden das sagenumwobene Syberia mit einer Herde lebender Mammuts. Hans geht mit den Mammuts mit und das Spiel endet in einem Happy End.

## Syberia 3
Obwohl Autor Benoît Sokal im Jahr 2005 erklärt hatte, dass die Geschichte mit Veröffentlichung des zweiten Teils abgeschlossen und daher keine Fortsetzung geplant sei, kündigte Microïds im April 2009 an, man werde umgehend die Entwicklung eines dritten Teils in Angriff nehmen. Nach Übernahme des Entwicklungsstudios im Jahr 2010 durch Anuman Interactive, wurden die Pläne zunächst nicht weiterverfolgt. Die überraschende Ankündigung im November 2012, man werde mit dem belgischen Autoren auf Veröffentlichung eines dritten Teils der Reihe im Jahr 2013 hinarbeiten, blieb über die Jahre ohne sichtbare Folgen. Ende 2014 kam das Projekt aber wieder in Gang und auf der Messe Gamescom 2015 in Köln gab Sokal die erneute Zusammenarbeit mit dem Komponisten Inon Zur für den Soundtrack zu einem dritten Teil der Serie bekannt, der im Herbst 2016 erscheinen sollte. Etwa sechs Monate später als angekündigt erschien das Spiel schließlich im April 2017.
Der dritte Teil knüpft an die bisherigen Teile an. Syberia 3 bietet jedoch eine in sich abgeschlossene Geschichte – im Gegensatz zu seinen Vorgängern, die eine enge Einheit bilden, so dass der Handlungsstrang des ersten Teils erst mit Abschluss des zweiten Teils vervollständigt ist. Durch Verwendung der aktuellen Unity-Spielengine hebt sich das neue Spiel auch technisch von den beiden ersten Teilen mit ihren vorgerenderten Hintergründen ab. Die Entwickler haben auf die erweiterten Möglichkeiten der Engine zur Aufwertung der Grafik zurückgegriffen und um dem Spieler den Eindruck einer frei begehbaren 3D-Welt zu vermitteln. Der Charakter des Spiels als traditionelles Point-and-Click-Adventure sollte aber dabei nicht verändert werden.

## Syberia: The World Before
Im März 2022 erschien kurz nach dem Tod von Benoît Sokal der vierte Teil, Syberia: The World Before. Komponist war wieder Inon Zur, diesmal unterstützt von Emily Bear am Klavier.
Das Spiel war bereits bei der Gamescom im August 2021 als bestes PC-Spiel ausgezeichnet worden.
Metacritic aggregiert 79 von 100 Punkten.

## TV-Serie
Im Juni 2023 erwarb die französische Produktionsfirma What the Prod von Microids die Lizenz, Syberia als animierte TV-Serie umzusetzen. Ein Zeitrahmen für die Umsetzung wurde nicht genannt.